# Honduras az 1976. évi nyári olimpiai játékokon
Honduras a kanadai Montréalban megrendezett 1976. évi nyári olimpiai játékok egyik részt vevő nemzete volt. Az országot az olimpián 1 sportágban 3 sportoló képviselte, akik érmet nem szereztek.

## Atlétika
Férfi
| Versenyző        | Versenyszám     | Döntő   | Döntő    |
| Versenyző        | Versenyszám     | Idő     | Helyezés |
| ---------------- | --------------- | ------- | -------- |
| Hipólito López   | Maraton         | 2:26:00 | 41.      |
| Luis Raudales    | Maraton         | 2:29:25 | 49.      |
| Santiago Fonseca | 20 km gyaloglás | 1:36:07 | 27.      |